# Harold Sanderson
Harold Arthur Sanderson (* 1859 in Bebington, England; † 26. Februar 1932 in Rapallo, Italien) war ein britischer Geschäftsmann und Direktor der White Star Line zum Zeitpunkt des Titanic-Unglücks im Jahr 1912.
Sanderson war Verwaltungsratsvorsitzender der White Star Line und Vorstandsvorsitzender der International Mercantile Marine Company (IMMC). Er bekleidete dieses Amt über fünfzehn Jahre, von 1913 bis 1928, nach dem Rücktritt von J. Bruce Ismay 1912.
Harold A. Sanderson, Sohn von Richard Sanderson aus London, welcher 1878 das Unternehmen Sanderson & Son gründete, wurde 1859 in Bebington, Cheshire, England als Sohn einer Familie großer britischer und amerikanischer Seefahrer geboren. Sanderson löste seinen Vater in seiner Funktion als Chef dieses Unternehmens für zehn Jahre ab. Jedoch wurde er 1893 Geschäftsführer von Wilson & Sons. Er wohnte fortan in Bentley, Hampshire.
1895 wurde Sanderson Geschäftsführer der White Star Line und 1899 wurde er ein Partner in Ismay, Imrie & Co. Er wurde 1902 erster Vizepräsident von der I. M. M. Zudem war er Vorstandsmitglied, in vielen Fällen auch Vorstandsvorsitzender von Shaw, Savill & Albion, Ltd.; Atlantic Transport Company, Ltd.; Frederick Leyland & Co., Ltd.; International Navigation Company, Ltd., und anderen Schifffahrtsunternehmen. 1909 war er Präsident der Liverpool Shipbrokers’ Benevolent Society. Er erhielt von der Royal Naval Reserve die Ehrenkapitänswürde.